# آنا فرنانديز
آنا فرنانديز (بالإسبانية: Ana Fernández García)‏ هي ممثلة إسبانية، ولدت في 10 نوفمبر 1989 بمدريد في إسبانيا.

## وصلات خارجية
- آنا فرنانديز على موقع IMDb (الإنجليزية)
- آنا فرنانديز على موقع قاعدة بيانات الفيلم (الإنجليزية)